# Louise Otto-Peters
Pour les articles homonymes, voir Otto, Peters, Stern et Steinau.
Louise Otto-Peters (pseudonymes : Otto Stern et Malvine von Steinau), née le 26 mars 1819 à Meissen et morte le 13 mars 1895 à Leipzig, est une écrivaine, journaliste, suffragiste et militante féministe allemande.
Louise Otto-Peters est une des plus célèbres défenseures des droits des femmes au milieu du XIXe siècle. En 1865, elle fonde l'Association générale des femmes allemandes (Allgemeiner Deutscher Frauenverein), la première grande organisation de défense des droits des femmes du Reich allemand dont elle est aussi la première présidente.
Ecrivaine et journaliste, elle publie environ 60 œuvres entre 1843 et 1893, parmi lesquelles 26 romans et nouvelles, plusieurs recueils de poèmes, de nombreux écrits sur la question des femmes, l’art, la philosophie, l’histoire, les phénomènes de la nature et la vie quotidienne, ainsi que trois livrets d’opéra. Elle écrit des articles pour des journaux comme Der Wandelstern  et Sächsische Vaterlandsblätter. Elle fonde elle-même Frauen-Zeitung et Neue Bahnen destinés spécifiquement aux femmes.

## Biographie

### Jeunesse
Louise Otto est née le 26 mars 1819 à Meissen. Elle est la plus jeune des quatre filles de Christiane Charlotte Matthaï (1781-1835), une artiste et Wilhelm Otto (1776-1835), un juriste,. Elle grandit dans la maison bourgeoise de ses parents à Meissen. Selon les usages de l'époque, elle doit arrêter l'école en 1834, après sa confirmation, qu'elle repousse d'un an. En 1835, après le décès de sa sœur aînée et de son frère unique, ses parents meurent à leur tour de tuberculose, laissant Louise Otto orpheline à l'âge de 16 ans. Elle continue de vivre dans la maison familiale avec ses deux sœurs aînées en compagnie d'une tante. A l'âge de 22 ans, elle perd son fiancé, Gustav Müller, avocate et poète à Dresde,,.
Dans les années 1840, elle rencontre l'écrivain August Peters (de). Ils se fiancent en 1848, alors qu'il purge une peine de prison pour participation aux luttes révolutionnaires de 1848/49. Le mariage a lieu le 24 novembre 1858 à la cathédrale de Leissen, après sa libération. Le couple vit à Leipzig à partir de 1859. Louise Otto s'y occupe de la rubrique reportages de la Mitteldeutsche Volks-Zeitung, qu'August Peters dirige,.

### Ecrivaine et journaliste
Louise Otto commence à écrire des romans, des nouvelles, de la poésie et des articles politiques pour gagner sa vie. Elle travaille également comme journaliste à partir de 1843 « avec des articles sur sa conception de la féminité, ainsi que sur les femmes et la politique ».
Elle publie le poème Die Klöpplerinnen  dans l'Oederaner Stadtanzeiger, sur la vie des familles ouvrières dans la ville d'Oederan.
Son premier roman, Ludwig der Kellner, est publié en 1842 et, la même année, elle publie une lettre de lectrice dans le journal d'opposition libérale Sächsische Vaterlands-Blätter (de) (Feuilles patriotiques de Saxe), dans laquelle elle affirme « La participation des femmes aux intérêts de l'État n'est pas seulement un droit, mais aussi un devoir ». Elle soutient Robert Blum, homme politique et rédacteur en chef de ce journal, qui soulève la question du statut politique des femmes,.
Pour son deuxième roman, Kathinka, publié en 1844, elle s'inspire des opinions de l'écrivaine George Sand.
En 1845, Louise Otto entreprend un voyage pédagogique en Thuringe, durant lequel elle assiste à la répression d'un soulèvement ouvrier. Cette expérience inspire son roman Schloss und Fabrik, publié en 1846, sur les conséquences de l'industrialisation. Il est immédiatement interdit par l'autorité de censure après sa publication et reparaît après que certains passages aient été réécrits. La première édition non censurée n'est publiée qu'en 1996 à Leipzig, avec un texte reconstitué par Johanna Ludwig,.
Pendant cette période, Louise Otto intensifie son engagement social et sa critique de la société. Elle publie de nombreux articles, principalement sous le pseudonyme « Otto Stern », car il est alors plus facile de se faire passer pour un homme si on veut s'exprimer dans la presse. Elle soutient à plusieurs reprises et avec insistance deux revendications : l'accès des femmes au monde du travail et l'amélioration des conditions de vie des travailleuses.
Le recueil de poèmes, Lieder eines deutschen Mädchens, en 1847, est dédié au poète Alfred Meißner. Ses vers sont inspirés par l'esprit d'optimisme de la période Vormärz, ce qui lui vaut le surnom d' « Alouette du printemps des nations » et la rend populaire dans les milieux démocratiques et ouvriers.
La même année, un article important de Louise Otto, intitulé Über die Teilnahme der Frauen am Staatsleben (Sur la participation des femmes à la vie de l'état) paraît dans la publication de Robert Blum, Vorwärts. Volkstaschenbuch für das Jahr 1847. Dans cet article, elle développe un projet de « mouvement des femmes » organisé autour des revendications pour des droits égaux pour les hommes et les femmes et l'accès des filles et des femmes à l'éducation.
La carrière d'écrivaine et journaliste de Louise Otto-Peters s'étend de 1843 à 1893. Durant cette période, elle publie quelques 60 œuvres sous le nom de Louise Otto ou sous les pseudonymes Otto Stern ou Malwine von Steinau, parmi lesquelles 26 romans et nouvelles et plusieurs recueils de poèmes. Parallèlement elle publie de nombreux articles dans des journaux ou publications comme Constitutionelle Staatsbürger-Zeitung, Der Komet, Der Leuchtturm, Der Wandelstern, Neue Zeitschrift für Musik, Nord und Süd, Typographia, Unser Planet, Veilchen, harmlose Blätter für die moderne Kritik, ...etc. souvent sur la question des femmes, mais aussi sur l’art, la philosophie, l’histoire, la vie quotidienne,....

### Militante pour les droits des femmes
En 1848, à l'occasion de la constitution d'une commission destinée à faire des propositions sur les questions de politique économique en Saxe, en particulier l'organisation du travail, elle publie Adresse an den hochverehrten Minister Oberländer : « Messieurs ! Au nom de la morale, au nom de la patrie, au nom de l'humanité, je vous appelle : n'oubliez pas les femmes dans l'organisation du travail ! »,.
L'engagement féministe de Louise Otto-Peters vise à améliorer la situation de toutes les femmes, y compris les ouvrières. Dans son essai intitulé Le droit des femmes à une activité professionnelle (1866), elle défend l’aspiration des femmes à une existence rendue digne et utile par le travail : « La vocation humaine en général : à faire le bien, se perfectionner soi-même et être un membre utile dans la société humaine considérée dans son ensemble, dépasse la vocation spécifiquement féminine : seulement de devenir une épouse et mère à tout prix ». Elle déplore la stigmatisation des femmes célibataires, qu'elles le soient par choix ou non et souligne le droit des femmes à un emploi rémunéré et à l'instauration de dispositifs de soins aux enfants nécessaires,.

#### Le journal Frauen-Zeitung
Louise Otto crée, en 1849, le premier journal dédié à la cause des femmes - le Frauen-Zeitung à l’issue de la révolution allemande de 1848 et en devient rédactrice en chef, avec le slogan « Je recrute des citoyennes pour le Reich de la liberté »,. Il offre aux femmes de toutes les classes une tribune pour échanger des informations. Cette démarche lui vaut l'attention des autorités, avec des  perquisitions, des interrogatoires et la dissolution des associations de domestiques et de travailleurs qu'elle a contribué à fonder. La loi saxonne sur la presse (Lex Otto) est spécialement modifiée pour interdire aux femmes de publier des journaux, de sorte que le Frauen-Zeitung soit interdit en 1850. L'équipe éditoriale se replie sur Gera, dans la Principauté voisine de Reuss, sous le nom de Deutsche Frauen-Zeitung, mais une loi similaire y interdit également le journal en 1852,.

#### Création de l'Allgemeiner Deutscher Frauenverein
Louise Otto-Peters fonde en 1865, avec Auguste Schmidt, Ottilie von Steyber (de) et Henriette Goldschmidt (de), le Frauenbildungsverein (Association pour l'éducation des femmes). La même année, elle convoque la première conférence panallemande des femmes allemande.
Lors de cette conférence tenue à Leipzig du 15 au 18 octobre 1865, Louise Otto-Peters cofonde l’Allgemeiner Deutscher Frauenverein (Association générale des femmes allemandes, ADF), la première grande organisation de défense des droits des femmes du Reich allemand dont elle est aussi la première présidente. Les principaux objectifs de l'association sont : le droit des femmes à l'éducation, le droit à un emploi rémunéré pour les femmes et l'accès à l'enseignement universitaire. Elle crée le journal de l'ADF, Die Neue Bahne, réalisé uniquement par des femmes pour encourager les femmes à participer « aux grands travaux du siècle ». Louise Otto estime, en effet, que la solution à la « question des femmes » ne peut provenir que des femmes elles-mêmes. En 1866, l'ADF compte 75 membres, en 1870, ils sont déjà plus de 10 000. Louise Otto-Peters est éditrice et rédactrice en chef du journal avec Auguste Schmidt jusqu'à sa mort en 1895,,,.
En 1890, l'Association des écrivaines de Leipzig (de) est fondée sur sa suggestion. C'est la première société littéraire féminine en Allemagne. Elle en devient membre honoraire en 1892.

### Fin de vie
Sa dernière apparition publique date de 1894, à l'occasion de l'ouverture du premier lycée pour femmes et filles à Leipzig.
Louise Otto-Peters décède d'une pneumonie à Leipzig, le 13 mars 1895 à l'âge de 76 ans. Elle est enterrée au Nouveau cimetière Saint-Jean (de)  à Leipzig. Sa pierre tombale se trouve maintenant dans l' Ancien cimetière Saint-Jean.

## Hommages
Plusieurs rues et places portent le nom de Louise Otto ou Louise Otto-Peters à Leipzig, Fribourg-en-Brisgau, Annaberg-Buchholz, Halle et Meissen, ainsi que de nombreuses écoles et autres établissements publics.
Diverses pierres et plaques commémoratives sont apposées en son honneur, comme sur sa maison natale à Meissen et à l'université de technologie de Leipzig.
Un timbre-poste à son effigie est émis par la Deutsche Bundespost en 1974.
La Louise-Otto-Peters-Gesellschaft e.V. est fondé à Leipzig en 1993 pour cultiver sa mémoire.
Depuis 2015, la ville de Leipzig attribue le Prix Louise-Otto-Peters à des personnes et des organisations œuvrant pour la promotion de l'égalité entre les hommes et les femmes.

## Publications
- Schloss und Fabrik, 1846
- Speech of a German Girl, 1848
- Frauenleben der Gegenwart, 1866
- Einflussreiche Frauen aus dem Volke, 1869
- Frauenleben im Deutschen Reich, 1876